# One Shot Festival Volume 1
One Shot Festival è un album compilation di brani che hanno partecipato al Festival di Sanremo, pubblicato dalla Universal su CD (catalogo 025 2 73447 3) nel 2010 e appartenente alla più vasta collana denominata One Shot.

## Il disco
È la prima raccolta della serie One Shot Festival (ancorché priva, sia in copertina sia all'interno, di alcuna indicazione di "volume" o numero progressivo) dedicata a canzoni proposte in gara, ma anche da ospiti fuori concorso, durante le varie ricorrenze annuali della manifestazione sanremese.

## Tracce
L'anno di partecipazione al Festival, indicato insieme al piazzamento ottenuto in classifica, corrisponde sempre a quello di pubblicazione del singolo (per regolamento le canzoni presentate devono essere inedite, pena l'esclusione dalla kermesse) e all'anno dell'album che contiene il brano, altrimenti viene indicato anche l'anno dell'album.

### CD 1
1. Jalisse – Fiumi di parole – 3:49 (testo: Alessandra Drusian, Carmela Di Domenico – musica: Fabio Ricci) – Vince Campioni 1997
2. Aleandro Baldi e Francesca Alotta – Non amarmi – 4:55 (Aleandro Baldi, Marco Falagiani, Giancarlo Bigazzi) – Vince Nuove Proposte 1992[1]
3. Sabrina Salerno e Jo Squillo – Siamo donne – 3:34 (Giovanna Coletti) – 13º posto Campioni 1991[2]
4. Luis Miguel – Noi, ragazzi di oggi – 3:47 (testo: Cristiano Minellono – musica: Toto Cutugno) – 2º posto 1985
5. Rino Gaetano – Gianna – 3:47 (Rino Gaetano) – 3º posto 1978
6. Angela Luce – Ipocrisia – 3:56 (testo: Pino Giuseppe Giordano – musica: Eduardo Alfieri) – 2º posto 1975
7. Raffaella Carrà – Soli sulla luna – 3:03 (testo: Depsa – musica: Angelo Valsiglio, Daniele Pace) – Ospite 1983, 2008
8. Lorella Cuccarini – Un altro amore no – 4:07 (testo: Vincenzo Incenzo, Silvio Testi – musica: Davide Pinelli) – 10º posto Campioni 1995
9. Laura Luca – Domani domani – 3:43 (testo: Gian Pieretti – musica: Alberto Nicorelli) – 8º posto 1978, 1979
10. Tiziana Rivale – Sarà quel che sarà – 3:25 (testo: Roberto Ferri – musica: Mushi) – Vince edizione 1983
11. Elisabetta Viviani – C'è – 3:10 (Mario Balducci) – Finalista 1982, no album
12. Stefano Sani – Lisa – 3:40 (testo: Joe Iozzo – musica: Zucchero Fornaciari, Francesco Marsella) – Finalista 1982, 1983
13. Alida Chelli – Doppio senso doppio amore – 4:03 (testo: Cristiano Malgioglio – musica: Corrado Castellari) – Ospite 1984, no album
14. Dora Moroni – Ora – 3:27 (testo: Donatella Rettore – musica: Claudio Rego, Franco Marino, Enrico Intra) – Finalista 1978
15. Sibilla – Oppio – 3:19 (testo: Franco Battiato, Fleur Jaeggy, Sibyl Mostert – musica: Battiato, Giusto Pio) – NON finalista 1983, no album

### CD 2
1. Elio e le Storie Tese – La terra dei cachi – 4:17 (Elio, Rocco Tanica, Cesareo, Faso) – 2º posto Campioni 1996, 1997[3]
2. Alessandro Canino – Brutta – 3:59 (testo: Giuseppe Dati – musica: Giuseppe Dati, Bruno Zucchetti) – 6º posto Nuove Proposte 1992
3. Subsonica – Tutti i miei sbagli – 4:03 (testo: Samuel Romano – musica: Massimiliano Casacci, Davide Dileo) – 11º posto Campioni 2000
4. Vasco Rossi – Vita spericolata – 4:42 (testo: Vasco Rossi – musica: Tullio Ferro) – 25º posto (penultimo) 1983
5. Neri per Caso – Le ragazze – 3:27 (Claudio Mattone) – Vince Nuove Proposte 1995
6. Raf – Cosa resterà degli anni '80 (album version) – 5:10 (testo: Bigazzi, Giuseppe Dati – musica: Bigazzi, Raf) – 15º posto Campioni 1989
7. Renzo Arbore – Il clarinetto – 3:47 (Renzo Arbore, Claudio Mattone) – 2º posto Big 1986
8. Gruppo Italiano – Anni ruggenti – 3:13 (testo: Patrizia Di Malta, Raffaella Riva – musica: Chicco Santulli, Gigi Folino) – 11º posto Campioni 1984
9. Marisa Laurito – Il babà è una cosa seria – 4:02 (testo: Salvatore Palomba – musica: Eduardo Alfieri) – 12º posto Campioni 1989, no album
10. Alberto Sordi – E va'... E va'... – 4:56 (testo: Franco Migliacci – musica: Claudio Mattone) – Ospite 1981, no album
11. Trio Melody[4] – Ma che ne sai... (...se non hai fatto il piano-bar) – 3:13 (Claudio Mattone) – 13º posto Campioni 1995
12. Francesco Nuti – Sarà per te – 4:03 (Riccardo Mariotti) – 14º posto Campioni 1988, 1989
13. Righeira – Innamoratissimo[5] – 3:50 (testo: Cristiano Minellono, Stefano Rota – musica: Righeira, Rocco Tanica, La Bionda) – 15º posto Big 1986
14. Eiffel 65 – Quelli che non hanno età (Dj Ponte power cut) – 3:59 (testo: Gabry Ponte, Maurizio Lobina, Gianfranco Randone, Domenico Capuano – musica: Ponte, Lobina, Gregory Colla) – 15º posto Campioni 2003